# Gjøvik

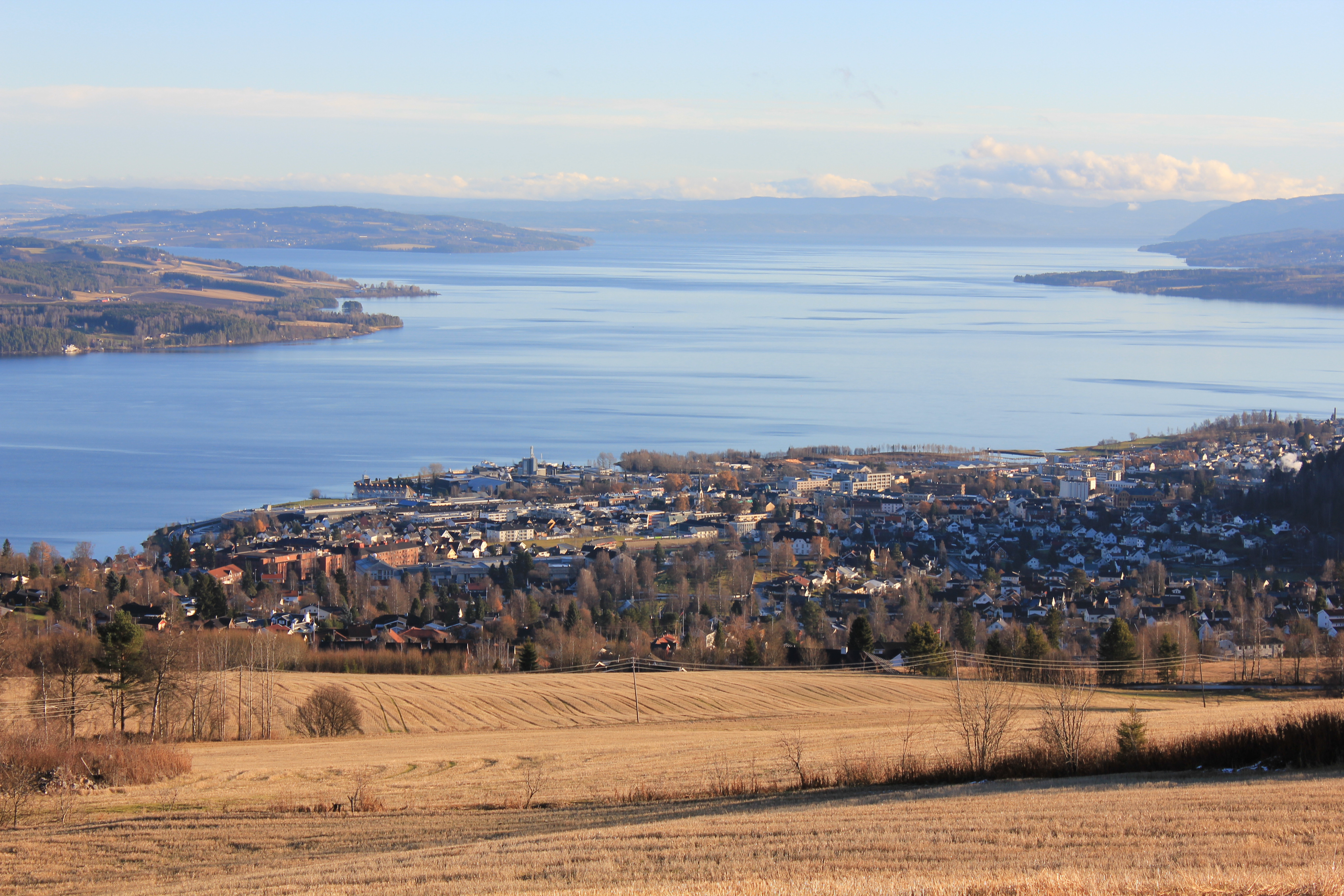
Panorama miasta

Gjøvik – norweskie miasto i gmina leżąca w regionie Innlandet.
Gjøvik jest 165. norweską gminą pod względem powierzchni.

## Demografia
Według danych z roku 2005 gminę zamieszkuje 27 648 osób. Gęstość zaludnienia wynosi 41,09 os./km². Pod względem zaludnienia Gjøvik zajmuje 28. miejsce wśród norweskich gmin. 
| ludność stan na 1 stycznia 2005 |         |           |        |
|                                 | kobiety | mężczyźni | razem  |
| osób                            | 13 514  | 14 134    | 27 648 |
| %                               | 48,88%  | 51,12%    | 100%   |

| wykształcenie stan na 1 października 2004 |        |         |        |        |
|                                           | podst. | średnie | wyższe | niezn. |
| osób                                      | 4 932  | 12 385  | 4 567  | 560    |
| %                                         | 21,97% | 55,18%  | 20,35% | 2,5%   |

## Edukacja
Według danych z 1 października 2004:
- liczba szkół podstawowych (norw. grunnskolar): 18
- liczba uczniów szkół podst.: 3357

## Sport
- FK Gjøvik-Lyn - klub piłkarski

## Władze gminy
Według danych na rok 2011 administratorem gminy (norw. rådmann) jest Trond Norang Lesjø, natomiast burmistrzem (norw. ordfører, d. borgermester) jest Bjørn Iddberg.